# Stefano Nazzi
Stefano Nazzi (Roma, 22 ottobre 1961) è un giornalista italiano.

## Biografia
Nato a Roma, ha sempre vissuto a Milano. Comincia la sua attività professionale come giornalista nel mensile Class e nel settimanale MF Milano Finanza. Successivamente scrive di turismo sul periodico Bell'Europa per poi passare ai periodici del Gruppo Mondadori. È diventato giornalista professionista nel marzo del 1991, iscritto all'Albo della Regione Lombardia.
Nel 2002 diventa vicedirettore del magazine Donna, diretto da Daria Bignardi, che lascia tre anni più tardi per passare nella redazione di Gente, dove inizia ad occuparsi di cronaca nera. Dopo oltre diciotto anni di permanenza a Gente, l'ultimo periodo come vice direttore, nel luglio del 2021 passa a il Post; qui, produce un podcast, Indagini , ideato da Francesco Costa e Luca Sofri, che racconta il percorso investigativo e processuale dietro a una serie di casi di cronaca noti e meno noti, fornendo un'analisi di come gli eventi siano stati trattati dai media.
(Incipit di Indagini)
L'obiettivo del podcast Indagini è raccontare i casi di cronaca utilizzando toni pacati e misurati, seguendo uno stile asciutto e fornendo un racconto privo di sensazionalismi e morbosità. Il podcast, che tratta un caso ogni primo giorno del mese, è diventato in breve un fenomeno di costume. spesso in cima alle classifiche di Spotify. In occasione degli Italian Podcast Awards del 2023 si aggiudica due riconoscimenti: miglior podcast e miglior podcast della categoria True Crime.
Nel 2023 nasce Altre indagini, un podcast nato come spin-off del principale riservato ai soli abbonati de il Post. Nello stesso anno viene scelto come conduttore del ciclo di documentari di Rai 2 Delitti in famiglia, incentrato su noti crimini commessi nel contesto domestico. Nell'ottobre 2024 viene confermato per la seconda stagione di Delitti in famiglia. Nell'estate 2025 è ideatore e conduttore della trasmissione di approfondimento di Rai 3 Il caso.
Nel 2011 pubblica il suo primo libro, intitolato Kronaka: Viaggio nel cuore oscuro del Nord, otto storie di delitti commessi nel Nord Italia. Nel 2023 pubblica il suo secondo libro, Il volto del male, edito da Mondadori, una raccolta di dieci casi di cronaca nera. Il terzo libro è del 2024 e si intitola Canti di Guerra. Conflitti, vendette amori nella Milano degli anni Settanta: racconta la storia delle bande criminali milanesi di Renato Vallanzasca, Francis Turatello e Angelo Epaminonda a cavallo tra gli anni settanta ed ottanta.

## Televisione
- Delitti in famiglia (Rai 2, 2023-2024)
- Belve Crime (Rai 2, 2025)
- Il caso (Rai 3, 2025)

## Filmografia
- Pesci piccoli - Un'agenzia. Molte idee. Poco budget – serie TV, episodio 2x02 (2025) – voce

## Podcast
- Indagini (2022–in corso) – realizzato per il Post[22]
- Altre indagini (2023–in corso) – realizzato per il Post

## Opere
- Kronaka - viaggio nel cuore oscuro del Nord, collana I Robinson. Letture, Bari, GLF editori Laterza, 2011, ISBN 978-88-420-9707-5, SBN RML0211238.
- Il volto del male - storie di efferati assassini, collana Strade blu, Milano, Mondadori, 2023, ISBN 978-88-04-77364-1, SBN UBO4704362.
- Canti di Guerra. Conflitti, vendette, amori nella Milano degli anni Settanta, collana Strade blu, Milano, Mondadori, 2024, ISBN 978-88-047-8490-6, SBN IT\ICCU\CFI\1126272